# 蘇昇
蘇昇，字孺子，别號紫輿，廣東廣州府順德縣民籍。

## 生平
萬曆壬辰（1592年）十月二十一日生。万历四十三年（1615年）乙卯科廣東鄉試第九名舉人，四十四年（1616年）丙辰科三甲九十五名进士，吏部觀政，官江西新建县知县，四十六年本省同考。有《读易堂稿》。

## 家族
曾祖蘇一淳。祖父蘇既震。父蘇丞曾。

## 引用
1. ↑  《萬曆四十四年丙辰科進士序齒録》